# Lunkinturve
Lunkinturve är en ö i Finland. Den ligger i sjön Lunkinjärvi och i kommunerna Tammela och Forssa och landskapet Egentliga Tavastland, i den södra delen av landet, 100 km nordväst om huvudstaden Helsingfors. Öns area är omkring 800 kvadratmeter och dess största längd är 40 meter i sydöst-nordvästlig riktning. Den lilla ön som är bebyggd, delas av kommungränsen, som böjer av vid en punkt mitt på ön.